# Кацуба, Сергей Владимирович
Сергей Владимирович Кацуба (укр. Сергій Володимирович Кацуба; род. 20 ноября 1978, Дергачи, Харьковская область) — народный депутат Украины 7-го созыва. Родился в семье военнослужащего.

## Образование
В 1995 году, окончив среднюю школу, поступил на юридический факультет Национальная юридическая академия имени Ярослава Мудрого по специальности «Правоведение», которую закончил в 2000 году, получив квалификацию юриста.
В 2004 году окончил Учебно-исследовательский центр повышения квалификации Российский государственный университет нефти и газа имени И. М. Губкина по программе «Нефтегазовое дело».
В июле 2005 года окончил Харьковский национальный университет им В. Каразина по специальности «Финансы», получив квалификацию специалиста по финансам.

## Трудовая деятельность
Трудовая деятельность Сергей Кацубы началась с работы юристом в ООО «Сталкер ЛТД» (1999)
После окончания обучения работал коммерческим директором (2000—2003) и заместителем директора (2003—2005) ООО НПФ «Техпроект».
С января 2005 по ноябрь 2006 года занимал должность вице-президента акционерного общества закрытого типа «Харьковский завод электромонтажных изделий — № 1».
С 2006 по 2008 год занимал должности заместителя и директора Департамента координации обеспечения материально-техническими ресурсами, работами и услугами предприятий и обществ Национальной акционерной компании Нафтогаз Украины.
В 2008 году был назначен на должность первого заместителя директора ОП «Атомкомплект» НАЭК Энергоатом (Украина).
В феврале 2008 года назначен на должность руководителя ОП «Атомкомплект» НАЭК «Энергоатом», которую занимал по август 2008 года.
С марта по июнь 2010 года работал в должности директора Департамента координации обеспечения материально-техническими ресурсами, работами и услугами предприятий и обществ НАК «Нафтогаз Украины».
С июня 2010 по май 2011 года работал директором Департамента материально-технических ресурсов и закупки товаров, работ и услуг НАК «Нафтогаз Украины».
С мая 2011 по июль 2012 года работал директором Департамента материального, хозяйственного и информационно-технического обеспечения НАК «Нафтогаз Украины».
С мая 2010 по июль 2012 года был членом правления Национальной акционерной компании «Нафтогаз Украины» и членом Наблюдательного совета Публичного акционерного общества "Государственное акционерное общество Черноморнефтегаз.
С июля 2012 по декабрь 2012 года занимал должность заместителя председателя правления Национальной акционерной компании «Нафтогаз Украины».
В 2012 году занял место отца в семейном благотворительном фонде «Будущее строим вместе». Руководитель и меценат.

## Политическая деятельность
С 2002 по 2006 год был помощником народного депутата Украины А. В. Ярославского.
С 2005 по 2006 год на общественных началах был советником Министра транспорта и связи Украины В. В. Бондаря.
В 2010 году избран депутатом Киевского областного совета VI созыва.
В ноябре 2012 года был избран народным депутатом Украины по одномандатному мажоритарному округу № 92 в Киевской области, набрав 33,67 % голосов избирателей. Член фракции Партии Регионов (до 22 февраля 2014 года), депутатской группы «Суверенная европейская Украина» (с 27 февраля 2014 года). Член комитета ВР по вопросам экономической политики. На досрочных парламентских выборах 2014 года по округу набрал 1,43 % голосов избирателей, заняв 11-е место.

## Уголовное преследование
2 октября 2015 года Печерский районный суд Киева по представлению ГСУ Министерства внутренних дел Украины согласился на задержание и содержание под стражей Сергея и Александра Кацубы.
Братьев обвиняют в преступном сговоре с целью хищения государственных средств в особо крупных размерах. По данным следствия, Александр Кацуба злоупотреблял служебным положением в период его работы на должности заместителя главы правления НАК «Нефтегаз Украины» с 2012 по 2014 годы. В частности, Кацуба подписал акты выполненных работ на общую сумму почти в 285 миллионов гривен за якобы проведенные исследования нефтегазовых месторождений на шельфе Чёрного моря. Средства перечислили ООО «Универсальное коммерческое общество», которое по итогам проверки оказалось фиктивной компанией, оформленной на подставное лицо. По мнению следствия, никаких работ ООО не проводило, не имея для этого ни специальной техники, ни специалистов. Полученные у госпредприятия средства выводились в конвертационные центры и обналичивались. Правоохранители уверены, что организатором преступной схемы выступил Сергей Кацуба, занимавший пост заместителя главы НАК «Нефтегаз Украины» до 2012 года. А её реализацией занимался занявший его место Александр Кацуба.
ГСУ Министерства внутренних дел Украины также выдвигает братьям обвинение в попытке хищения у НАК «Нефтегаз Украина» 3,4 миллиарда кубометров газа. НАКом был заключен договор с ООО «ГАЗУКРАИНА-ТРЕЙДИНГ» на поставку природного газа, который должен отпускаться только по предоплате. Однако летом 2013 года Кацуба подписал с фирмой допсоглашение на поставку 3,4 миллиардов кубометров газа ценой почти в 12 миллиардов гривен без предварительной оплаты.
Уголовное дело, в рамках которого принято решение задержать Сергея и Александра Кацубу, было открыто весной 2014 года.
25 сентября 2015 года Сергей Кацуба покинул Украину, вылетев во Францию.

## Награды
- Орден «За заслуги» III степени (22 января 2014) — за значительный личный вклад в социально-экономическое, научно-техническое, культурно-просветительное развитие Украинского государства, весомые трудовые достижения, многолетний добросовестный труд[6]

## Семья
Женат, воспитывает двоих сыновей.